# Nathan il saggio
Nathan il saggio (Nathan der Weise) è un dramma scritto da Gotthold Ephraim Lessing e pubblicato nel 1779.
Ambientato a Gerusalemme durante la terza crociata, il dramma descrive in che modo il saggio mercante ebreo Nathan, l'illuminato sultano Saladino e un inizialmente anonimo templare riescono a colmare il loro divario tra Ebraismo, Islam e Cristianesimo.
La sua rappresentazione fu proibita dalla Chiesa cattolica durante la vita di Lessing ed insieme ad un'altra sua opera, Gli ebrei (Die Juden), fu bandita anche sotto il regime nazista.

## Trama

### Atto primo
Nathan, mercante ebreo, torna a Gerusalemme da Babilonia dov’era per affari. Daja, dama di compagnia cristiana di sua figlia Recha, gli dice che la sua casa è stata bruciata. Recha si è salvata solo grazie all’intervento di un templare misterioso che poi non si è fatto più trovare. Questo templare era stato prima catturato e poi liberato da Saladino. Recha sostiene che chi l’ha salvata fosse un angelo mentre Nathan la convince che era un uomo intervenuto per miracolosa coincidenza. Arriva Al-Hafi, ex derviscio e ora tesoriere di Saladino nonché amico di Nathan. Lui chiede a quest'ultimo di aiutarlo col suo incarico, ma Nathan, oltre a rifiutare, gli consiglia invece di tornare alla libertà del suo mestiere precedente. Il templare incontra un frate inviato dal patriarca che gli dice che deve portare una lettera a re Filippo contenente informazioni per tendere un agguato a Saladino. Ma lui rifiuta perché Saladino gli ha salvato la vita.

### Atto secondo
Saladino gioca a scacchi con sua sorella Sittah e perde. Comanda a Al-Hafi di darle la vincita ma lui confessa che i soldi delle casse sono finiti e che da tempo è la sorella a mantenere la corte. Saladino ordina a Al-Hafi di andare da Nathan a chiedere un prestito. Nathan insegue il templare per ringraziarlo. Trovatolo, Nathan gli dice quanto è giusto che gli uomini siano buoni e fratelli, nonostante la provenienza o la religione. Il templare gli risponde che il popolo che per primo si è proclamato eletto, che ha imposto il proprio Dio come il migliore al mondo intero, e la cui superbia, poi passata a cristiani e musulmani, ha contagiato il mondo intero, è proprio quello ebraico. Nathan risponde che il templare ha ragione ma che egli non vuole vedere in lui un cristiano ma un uomo come lui e gli chiede di fare lo stesso. Lui e il templare diventano così amici ed egli gli confida di chiamarsi Curd von Stauffen, nome che risveglia a Nathan dei ricordi. Arriva Daja che comunica a Nathan di essere stato convocato da Saladino ed egli asserisce di voler fare tutto ciò che lui gli chiederà perché egli ha salvato colui che ha salvato sua figlia. Arriva Al-Hafi che gli comunica il motivo per cui Saladino l’ha convocato, gli dice di non farcela più a fargli da tesoriere e che sta per partire per l’India dove tornerà a fare il derviscio.

### Atto terzo
Recha e Daja parlano di Dio. La serva cristiana vuole che il templare porti Recha in Europa. Vuole che “il suo Dio, il Dio per il quale combatte, la porti alla terra alla quale appartiene”. Recha la redarguisce perché Dio non appartiene a nessuno e non ha bisogno di nessuno che combatta per lui. Giunge il templare che, fissando Recha, se ne innamora mentre in lei si affievolisce il desiderio che aveva per lui. Il templare poi si reca dal sultano a prendere Nathan. Saladino, nel frattempo, chiede a Nathan non soldi ma – per testare la sua saggezza – gli chiede quale sia la fede più vera. Nathan risponde con la parabola dei tre anelli (Ringparabel). Vi era una volta in Oriente un uomo che possedeva un anello che aveva il potere di rendere grato a Dio e agli uomini chi lo portasse con fiducia. Egli lasciò l’anello al figlio più amato e così via finché uno dei discendenti non ebbe tre figli che amava in egual misura. Egli promise, in vita, l’anello a tutti e tre e così, quando morì, fece costruire due copie identiche e diede ad ogni figlio un anello. I tre anelli sono identici, impossibile provare quale sia quello vero, così come per noi è impossibile sapere quale sia la vera fede. I tre fratelli litigarono e andarono da un giudice. Egli lesse questo gesto paterno come atto d’amore e consigliò loro di agire come se ognuno di essi avesse il vero anello, aiutando le sue virtù naturali con carità e devozione a Dio. Quando le virtù degli anelli appariranno nei nipoti dei nipoti il giudice li invita a tornare da un suo successore perché egli, più saggio di lui, possa decidere la questione. Detto questo fu Nathan a proporre a Saladino di prestargli del denaro, Saladino ringrazia e convoca il templare. Il templare incontra poi Nathan e gli chiede la mano della figlia ma lui tentenna volendo sapere a quale ramo degli Stauffen egli appartenga. Il templare si incontra poi con Daja che gli confessa che Recha, in realtà, è figlia di cristiani e non è quindi né ebrea né figlia di Nathan.

### Atto quarto
Il templare si reca dal patriarca a chiedere consiglio sul da farsi e questi gli dice che, se ciò fosse vero, l’ebreo in questione andrebbe messo a morte sul rogo per induzione all’apostasia. Il templare si reca poi da Saladino che sta ricevendo il denaro di Nathan, lo ringrazia per la vita donata e gli giura fedeltà. Poi racconta a Saladino, un po’ risentito, che Recha è stata allevata come ebrea a sua insaputa e lui chiede di convocarlo. Partito il templare Saladino chiede a sua sorella Sittah di portarla al suo cospetto. Nel frattempo Nathan incontra il frate e questi gli confessa che fu lui, diciotto anni prima, a consegnargli la bambina la cui madre era morta e che gli fu affidata dal padre militare, Wolf von Filnek, prima di muovere verso Gaza e di morire presso Ascalona. Il frate non condivide la rabbia del patriarca in quanto, sostiene, in giovane età l’amore di un padre è più utile del cristianesimo. In fondo, sostiene, il cristianesimo si basa sull’ebraismo e Gesù stesso, in fondo, era un ebreo. Nathan racconta a sua volta che, poco prima di incontrare il frate diciotto anni prima i cristiani avevano ucciso sua moglie e i suoi sette figli. Passata però la rabbia contro i cristiani egli accolse la ragazza come mandata da Dio per sostituire i suoi sette figli morti. Nathan poi suppone che la madre della bambina fosse una von Stauffen e suo zio fosse Conrad von Stauffen, il padre del templare. Il frate si allontana alla ricerca di un breviario in cui erano stati segnati i parenti della bambina.

### Atto quinto
Finalmente arrivano, dall’Egitto, i soldi delle tasse per riempire le casse di Saladino. Nel frattempo il templare riconosce che Nathan ha agito bene prendendosi cura di Recha e avendola allevata così bene e si pente di aver parlato con il patriarca. Il frate dà a Nathan il breviario con i nomi dei veri parenti di Recha e gli dice che il templare ha fatto la spia al patriarca. Nathan incontra poi il templare che confessa di aver parlato con il patriarca, chiede perdono a Nathan e gli chiede la mano della figlia “ebrea o cristiana che sia”. Nathan gli risponde che è troppo tardi, che ormai si è trovato un fratello di Recha e che quindi sarà lui a occuparsi di lei e a decidere chi potrà prenderla in moglie. Entrambi vanno poi da Recha che si trova da Sittah. Nel frattempo Recha si lamenta con Sittah del suo destino e di Daja che, pur avendola sempre amata come una madre, identifica, secondo Recha, il cristianesimo come la sola vera fede, l’unica via verso Dio e si sente tenuta a guidare verso quella via tutti coloro che non la seguono. Recha dice poi a Sittah che Daja le ha dato la conferma di essere nata da cristiani e che Nathan non è suo padre. Arriva Saladino che le dice che il sangue non fa il padre ma che sarebbe meglio per lei se trovasse un marito e, anzi, ha convocato Nathan e il templare. Nathan comincia a parlare e dice che il templare non si chiama Curd von Stauffen ma Leu von Filnek. La madre era una von Stauffen così come suo zio, Curd von Stauffen. Suo padre, invece, Wolf von Filnek, era un amico di Nathan ed era anche il padre di Recha, che in realtà di chiama Blanda von Filnek. Il padre di entrambi, per di più, non era tedesco ma persiano, e Saladino, riconoscendone la scrittura nel breviario, lo identifica con suo fratello Assad. Il testo si conclude con l’abbraccio collettivo della ritrovata famiglia.

## Analisi
I temi principali sono l'amicizia, la tolleranza, il relativismo di Dio, un rifiuto dei miracoli e un bisogno di comunicazione. L'anello rappresenta la contiguità dei valori.
Lessing pone tutte e tre le religioni sullo stesso piano, evitando in tal modo che una delle tre prenda il sopravvento sull'altra. Questo atteggiamento fa capire come l'opera di Lessing promuova la tolleranza tra le religioni e respinga invece il fanatismo, riconoscibile nel personaggio del patriarca.